# Подружка моя
«Подружка моя» — радянський телефільм 1985 року, знятий Олександром Калягіним на Творчому об'єднанні «Екран».

## Сюжет
Таня Топтигіна із захопленням працює майстром у Підмосков'ї пересувної механізованої колони. Якось їй пропонують укласти фіктивний шлюб, який гарантує московську прописку. Таню спокушає ця пропозиція.

## У ролях
- Ірина Гордіна — Таня Топтигіна, майстер ПМК
- Ірина Розанова — Люся, подружка Тані
- Олександр Бордуков — Костя, інженер
- Ніна Ургант — Ніна Юріївна, мати Кості, лікар-рентгенолог
- В'ячеслав Невинний — Семен Данилович, голова житлової комісії
- Алла Мещерякова — Галина Іванівна, секретар ПМК
- Михайло Семаков — Олексій Іванович Лепешкін (озвучив Олександр Калягін)
- Валерій Лисенков — шофер
- Тетяна Агафонова — Нюра, подружка Тані
- Олена Дробишева — нова в ПМК
- Михайло Бочаров — начальник ділянки у ПМК
- Валерія Корінна — епізод
- Валентина Клягіна — співробітниця ПМК
- Володимир Мишкін — співробітник ПМК, на нараді
- В'ячеслав Горбунчиков — шофер несправної вантажівки
- Марина Саускан — дівчина в електричці
- Юрій Меншагін — випадковий знайомий
- Н. Демичова — епізод
- Олександр Медзмаріашвілі — хлопець в електричці
- І. Михайлов — епізод

## Знімальна група
- Режисер — Олександр Калягін
- Сценарист — Тетяна Калецька
- Оператор — Фелікс Кефчіян
- Композитор — Борис Савельєв
- Художник — Віктор Монетов